# 鳥矢崎駅
鳥矢崎駅（とやさきえき）は、宮城県栗原市栗駒里谷千刈待にあったくりはら田園鉄道くりはら田園鉄道線の駅である。2007年（平成19年）、路線の廃止に伴い廃駅となった。

## 歴史
1924年（大正13年）から1930年（昭和5年）まで、鳥矢崎駅は1キロメートルほど西の、後の杉橋駅の位置にあった。1930年（昭和5年）に新駅を設けたとき、旧駅を杉橋駅と改め、新しい駅に名前を移して鳥矢崎駅が開業した。

### 年表
- 1924年（大正13年）1月15日：鳥矢崎駅が後の杉橋駅の位置で開業。
- 1930年（昭和5年）2月13日：鳥矢崎駅が新位置に移転。旧駅は杉橋駅に改称。
- 2007年（平成19年）4月1日：廃止。

## 駅構造
単式ホーム1面1線を有する地上駅で、無人駅。ホームには小さな待合室があるだけだった。

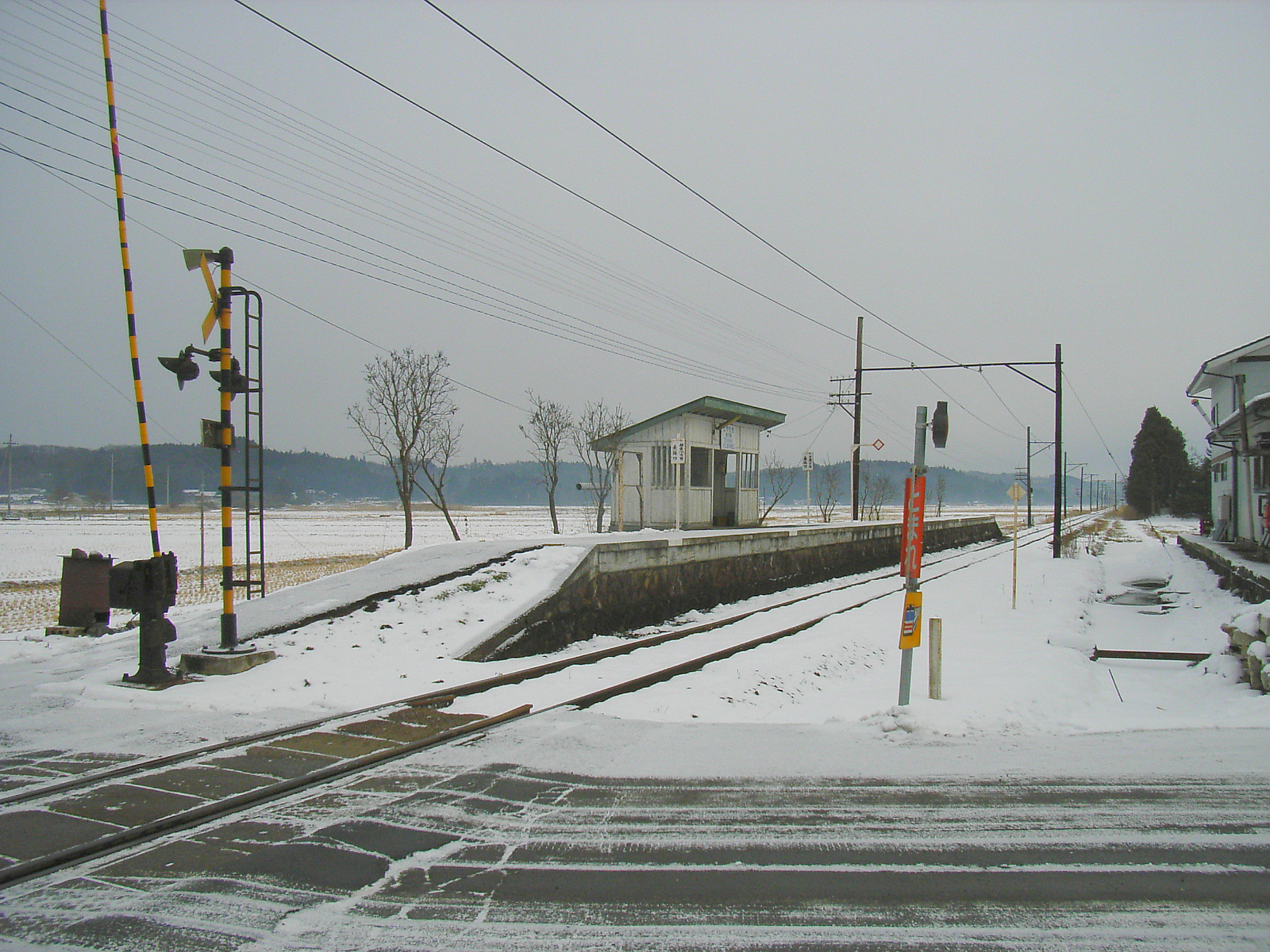
駅全景（2005年12月）

## 駅周辺
駅の南に集落があり、その周りと駅の北側に水田が広がる。駅の南には、鉄道と同じく東西に通じる宮城県道4号中田栗駒線がある。駅前の道をさらに数十メートル南に行くと、大河原橋で三迫川を渡る。川は西から東に流れる。

## 隣の駅
くりはら田園鉄道
くりはら田園鉄道線
杉橋駅 - 鳥矢崎駅 - 栗駒駅